# Ducherow
Ducherow è un comune del Meclemburgo-Pomerania Anteriore, in Germania.

Appartiene al circondario della Pomerania Anteriore-Greifswald ed è amministrato dall'Amt Anklam-Land.

## Geografia antropica
Il comune di Ducherow è suddiviso nelle frazioni di Ducherow, Busow, Kurtshagen, Löwitz, Marienthal, Neuendorf A, Rathebur, Sophienhof, Schmuggerow e Schwerinsburg.